# Ressources Investment
Vous lisez un « bon article » labellisé en 2020.
Ressources Investment est une société française d'investissement dans le foncier agricole qui est créée en 2016 sous le contrôle du Chinois Keqin Hu. Au cours des années 2010, l'entreprise se fait connaître dans les médias par l'acquisition en France de centaines d'hectares de terre agricole.
Keqin Hu, président de Ressources Investment, est également à la tête de Reward Group (connu sous Luowa en Chine), une société chinoise fondée en 1995 qui s'est progressivement diversifiée en trois branches d'activité : les produits ménagers, l'immobilier et l'alimentaire avec notamment la commercialisation du lait en poudre. À la suite d'un scandale alimentaire concernant le lait en Chine, le groupe, pour se diversifier et redonner confiance aux consommateurs dans la qualité de ses produits, décide de s'approvisionner dans des pays dont les normes appliquées sont reconnues. La qualité de la production française et l'attrait de son foncier conduisent le milliardaire Keqin Hu  à investir dans des exploitations céréalières en France. Le but est d'expédier la farine produite pour permettre d'alimenter une future chaine composée de 1 500 boulangeries.
Bien que le projet échoue avec la faillite en 2019 de Reward Group et la disparition médiatique de Keqin Hu, alors que seules trois boulangeries sont créées, les acquisitions d'exploitations par Reward Group durant les années 2010 ont d'importantes répercussions politiques. Elles mettent en exergue les défaillances des organismes français de contrôle du foncier et ravive la crainte d'une perte de la souveraineté alimentaire en raison de l'accaparement des terres par une puissance étrangère.

## Contexte

### Projet de Keqin Hu
HongYang est une société spécialisée dans la fabrication et la commercialisation d’équipement pour les stations-service et l’industrie pétrolière. Elle agit en Europe par l’intermédiaire de la société Beijing Reward International Trade, fondée en 1995, qui produit et commercialise du lait en poudre. Elle est dirigée par Keqin Hu, né en Chine en 1958 et marié en 1992 à Xia Zhao, il est classé en 2018 parmi les plus grandes fortunes chinoises avec 1,22 milliard de dollars selon Forbes.
Il souhaite proposer aux consommateurs chinois des produits haut de gamme, à savoir du pain « à la française » tel que des baguettes ou du pain de campagne. En 2018, il ambitionne de créer une chaine de 1 500 boulangeries dans les cinq ans. La première des boutiques est inaugurée en décembre 2017 dans un centre commercial chic de Pékin dessiné par l'architecte urbaniste Zaha Hadid,.
Les scandales agroalimentaires font que les consommateurs chinois ont une plus grande exigence en matière de traçabilité. Il décide alors de se tourner vers la France pour produire la farine, afin d'avoir un gage de la qualité des matières premières utilisées. Il souhaite conserver le contrôle sur toute la chaîne de production, allant de la culture du blé jusqu'à la distribution. Alors que cela fait plusieurs années que les investisseurs chinois s’intéressent aux vignobles français, le groupe HongYang, dirigé par Keqin Hu, rachète régulièrement des exploitations céréalières. Le groupe a déjà fait l'acquisition notamment d'une exploitation laitière de 13 000 ha en Mongolie. Il n’y a rien de nouveau dans le procédé, ce ne sont pas les premiers à avoir utilisé la méthode employée, ni même les premiers étrangers à l’avoir fait. Le Belge Agriland possède 12 000 ha de terre dans le Nord.
La rentabilité économique du projet, qui consiste à produire en France la farine puis de la transporter en Chine, vient du fait que la France possède des terres agricoles dont le prix est extrêmement faible comparé aux prix du foncier agricole dans d'autres pays. Keqin Hu passe un accord avec la coopérative française Axéréal, représentée par Jean-François Loiseau, afin que celle-ci s'occupe des récoltes. En 2017, la coopérative expédie seulement 50 tonnes de farine en Chine, et ses boulangers se chargent de la formation de leurs homologues de Chez Blandine. La société chinoise annonce même en 2018 vouloir créer une école dans laquelle des artisans français enseigneraient leur savoir.

### Scandales agroalimentaires en Chine
La population chinoise connaît une perte de confiance dans la qualité, la sécurité de ses productions. Il y a alors une recherche de la sécurité vers des pays dont les normes appliquées sont reconnues. Ces scandales alimentaires ont en partie contribué à la création de Ressources Investment. La perte de confiance des consommateurs chinois, notamment pour un produit tel que le lait, produit commercialisé par des sociétés du milliardaire chinois Keqin Hu, incite ce dernier à rechercher des alternatives.
En 2008, la Chine est frappée par un scandale alimentaire touchant le lait. Alors que Sanlu, l'une des plus importantes sociétés agroalimentaires en Chine, reçoit des plaintes concernant les produits qu'elle commercialise dès décembre 2007. Son lait contient de la mélamine, une substance classée toxique par l'OMS, afin de le faire paraître plus riche en protéine. Les autorités taisent le scandale et refusent de retirer les produits de la vente en raison de l'attention médiatique que connaît le pays à l'approche de l'organisation des JO de Pékin de 2008. La révélation du scandale en septembre 2008 vient d'une coopérative néo-zélandaise partenaire de Sanlu. Officiellement à la suite des 10 mois qu'a duré la distribution, les autorités confirment que le nombre de victimes est supérieur à 290 000, dont 51 900 hospitalisés. Trois décès sont recensés, parmi onze cas de morts soupçonnées d'intoxication par mélamine dans les provinces.
D'importantes quantités de cadmium ont été déversées dans la rivière du Longjiang par des exploitations minières fournissant les industriels des batteries. La rivière est officiellement contaminée sur une centaine de kilomètres, mais pourrait s'étendre jusqu'à Hong Kong ou Macao. Les relevés montrent les concentrations du produit cancérogène dépassent de huit fois les normes en vigueur en Chine, avec localement une concentration supérieure à 25 fois le seuil. De crainte d'une intoxication au cadmium, les habitants de la ville de Liuzhou se ruent sur les bouteilles d'eau, tandis que Liujiang et ses environs, comprenant 1,5 million d'habitants, est également menacé. Par la suite l'eau a contaminé les sols ainsi que les rizières. L'Université de Nankin estime qu'en 2013, 10 % de la production du riz en Chine a été contaminée, dans un pays où 65 % de la population mange du riz à tous les repas.

### Foncier abordable en France

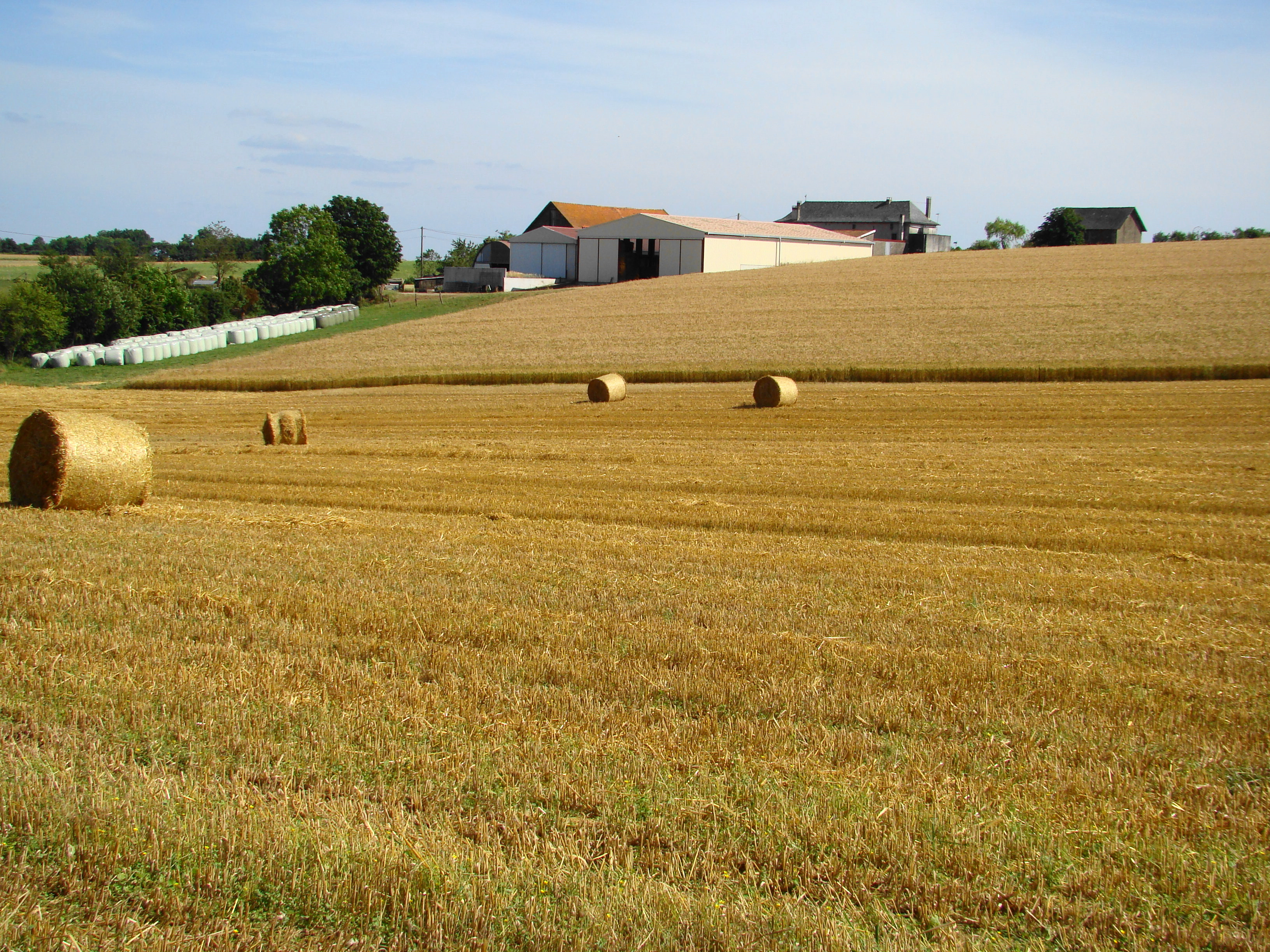
Une exploitation agricole en France.

Le modèle d’agriculture français, dans le cadre notamment de l’agriculture familiale, veut que les prix des terres soit bas. Il est a priori soutenu par la Safer, le régulateur des prix. Les exploitations doivent garder leur indépendance par le côté familial et pouvoir rester contrôlées en famille tant au niveau des capitaux qu’au niveau des décisions. Les prix bas devraient permettre également de faciliter l’implantation de jeunes agriculteurs en manque de capitaux.
Cela fait que la France a l’attrait de disposer des terres agricoles parmi les moins chères d’Europe avec 6 060 €/ha en 2016. Cela a pour conséquence de rendre très abordables les terres françaises pour les investisseurs étrangers. Dans les pays de l'Est, les terres s'échangent à 9 100 €/ha en Pologne  et 12 000 €/ha en Slovaquie, soit des montants plus importants qu'en France. Mais les terres en Roumanie, Estonie, Croatie et Lituanie s'échangent pour moins de 3 000 €/ha. À l'opposé, les montants sont bien plus élevés dans les pays de l'Ouest avec 63 000 €/ha aux Pays-Bas, 40 000 €/ha en Italie ou 26 000 €/ha au Luxembourg et en Angleterre,. Même si un étranger propose un prix bien supérieur au prix du marché français, cela reste bon marché par rapport à son pays d’origine : financièrement les deux parties à la transaction sont gagnantes.
La Chine souffre d’un important déficit de foncier sur son territoire : elle a des difficultés à atteindre le niveau de production attendu par sa population. Elle a besoin de nourrir 20 % de la population mondiale, mais en ne disposant que de seulement 8-9 % des terres agricoles. La forte pression sur ses terres conduit alors le pays à réaliser des investissements extérieurs dans l’objectif notamment d’assurer sa sécurité alimentaire. Elle ne doit plus seulement acheter des denrées sur le marché international, mais elle doit acquérir le moyen de les produire afin d’éviter les conséquences catastrophiques d’une défaillance des marchés (pénurie, embargo...). Cependant, Jean-Joseph Boillot estime que « la Chine a des faiblesses, notamment son industrie agroalimentaire archaïque, mais elle est capable de se nourrir elle-même ».

## Acquisitions foncières

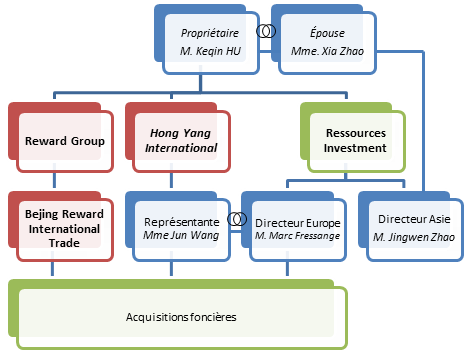
Organigramme du groupe Ressources Investment.

Le groupe doit disposer d'une surface foncière capable de produire de la farine pour une chaîne de boulangerie qui doit compter à terme 1 500 boutiques.
Les acquisitions foncières en Europe, qui commencent en 2013, répondent à une stratégie nationale de la Chine « d’assurer la sécurité alimentaire et d'encourager les entreprises privées à investir à l’étranger ». Reward Group développe Shuangwa Aliment (ou Beijing Shuangwa Dairy Co., Ltd), une filiale préexistante, créée en 1998. Elle promeut notamment la distribution de produits estampillés France imported wheat floor, à savoir des sacs de farine provenant de France.

### Contournement de laSafer
Les Safer assurent la transparence du marché foncier rural. Elles sont des organismes créés par la loi d'orientation agricole de 1960. Elles ont pour mission d'améliorer les structures foncières par l'installation d'exploitations agricoles ou forestières, ou le maintien de celles existantes par l'accroissement de leur superficie, par la mise en valeur des sols et, éventuellement, par l'aménagement et le remaniement parcellaires. Également, elles ont pour mission de diversifier les paysages, protéger les ressources naturelles et maintenir la diversité biologique et, notamment, communiquer aux services de l’État, dans des conditions fixées par décret, les informations qu'elles détiennent à propos de l'évolution des prix et l'ampleur des changements de destination des terres agricoles,.
Afin de parvenir à maintenir la stabilité du marché foncier rural, elle possède un droit de préemption. Cependant ce droit est encadré. Une Safer n’a pas la possibilité d’acquérir que partiellement une société. Elle doit impérativement acquérir la société intégralement ou en cas d’acquisitions partielles, être capable d’acquérir le complément dans les deux ans. Si l’acheteur ou plutôt le vendeur n’a pas d’intention de vendre dans les deux ans, il n’est pas possible pour une Safer de préempter le bien.
Pour préparer l’acquisition et éviter ainsi une éventuelle préemption, une faille juridique dans le droit de préemption des Safer est utilisée. Le droit qui s'applique aux cessions de terres en direct n'est pas la même que par les cessions par le biais de parts sociales. Les terres sont mises sous forme sociétaire (Société civile d'exploitation agricole (SCEA), Groupement foncier agricole (GFA), etc.) afin de pouvoir plus aisément contrôler et échanger les parts détenant les terres. L'acheteur n'acquiert qu'une part du foncier et le vendeur conserve le reste de la propriétaire des terres. Ce démembrement permet ainsi d'échapper à toute possibilité d'une Safer d'exercer son droit à préempter.
Cette technique permet alors au groupe chinois d'acquérir du foncier, sans pour autant enfreindre la législation, mais sans risque de voir entraver ses acquisitions par la Safer. Lors du rachat des SCA, un intermédiaire, Marc Fressange, intervient toujours en tant que gérant ou co-gérant tout en gardant l’ancien gérant en place. Parallèlement, Jun Wang représentante de HongYang, et épouse de Marc Fressange, signe certains rachats.

### L'intermédiaire, Marc Fressange
Les acquisitions de terres en France ne se font pas directement par Ressources Investment dont Marc Fressange est le directeur Europe. Elles se font via des sociétés chinoises appartenant à Reward Group. Néanmoins Marc Fressange joue un rôle primordial en prenant la tête de la gérance des achats.
Marc Fressange, né à Honfleur en 1962, est un homme d'affaires français diplômé d'HEC, qui a notamment été directeur général d'EMW, la coentreprise entre EMAP et Wanadoo.
Il est par la suite devenu le fondateur et directeur de la société Ouh la la France qui est spécialisée dans l’importation et la vente en Chine de grands crus et produits agro-alimentaire français. Ce secteur viticole est déjà connu des investisseurs chinois qui y acquièrent des dizaines de domaines en France notamment depuis les années 2000, afin de « favoriser l’œnotourisme, d’inviter des clients, mais aussi de profiter de ses propres réseaux de commercialisation ». Ces investissements sont favorisés par la libéralisation de l'économie chinoise depuis 2002.
Marc Fressange commence à s'intéresser au secteur agricole en France dès 2014 en fondant la SCEA d'Esperabent. À la suite des acquisitions par Reward Group, Marc Fressange est nommé le plus souvent gérant de la société, parfois gérant non-associé. En 2016, il devient mandataire de Ressource Investment. Juridiquement, la société est spécialisée dans la gestion de portefeuille d’investissement pour le secteur agroalimentaire. Il aurait préféré que la société s'appelle Chambrisse Investment du nom de la SCEA qu'il est en train d'acquérir, mais Keqin Hu maintient le nom de Ressource Investment. Les nominations de Fressange à la tête des exploitations rachetées par le groupe sont systématiques et se poursuivent jusqu'en 2019, année durant laquelle le groupe chinois fait faillite.

### Acquisitions foncières
| \| Ressources Investment Lechamp International Sunjoy SCEA d'Esperabent SCEA des Plaines à blé SCEA de Chambrisse GFA de Kluiskade SCEA du Grand Mée SCEA du Grand Saulay GFA Laporte SCEA du Domaine de la Tournancière SCEA des Bergeries GFA de la Varenne GFA de l'Acolin Le Chatelard 1802 \| Localisation des sièges sociaux des exploitations. |
| Ressources Investment Lechamp International Sunjoy SCEA d'Esperabent SCEA des Plaines à blé SCEA de Chambrisse GFA de Kluiskade SCEA du Grand Mée SCEA du Grand Saulay GFA Laporte SCEA du Domaine de la Tournancière SCEA des Bergeries GFA de la Varenne GFA de l'Acolin Le Chatelard 1802                                                          |

C'est à partir de 2015 que la presse se fait l'écho d'achats de centaines d'hectares sur les localités de Clion et Châtillon et d'un millier à Vendœuvres, alors que d'autres acquisitions ont déjà été préalablement réalisées. Il est alors évoqué l'achat de trois exploitations rachetées en Indre en 2015 pour un total de 1 500 ha sans même que la Safer soit avertie.
Ressources Investment  peut s’adresser à des exploitants, pour certains en difficultés financières. Cela facilite les échanges car l’exploitant est pressé par le temps et n’a forcément la possibilité d’attendre qu’un autre investisseur se manifeste. La société est prête à mettre beaucoup plus d’argent que ce que le marché français prévoit en proposant 20 % de plus que le marché. Cela a un fort impact vis-à-vis d'un exploitant subissant des pressions financières. Les moyens d’approcher les éventuels vendeurs sont de ce fait discutables car profitant de la vulnérabilité des vendeurs. Les exploitations, prises de court, sont finalement rachetées à des prix très faibles. Ce procédé n'est cependant pas systématiquement mis en œuvre.
La SCEA des Plaines à Blé de 102 ha est achetée dès juin 2014 pour 280 000 €. En octobre 2014, le siège social est déplacé du lieu-dit de la Villanier, situé à Brigueuil en Charente, à Quiberville en Seine-Maritime. Le mois suivant Marc Fressange devient gérant de la structure, tandis qu'Alain Braconnier démissionne de la structure.
Fin 2014, les investisseurs poursuivent les acquisitions d'exploitations notamment à Châtillon-sur-Loire en Indre. Il s'agit de la SCEA Chambrisse, une société agricole créée en 1994, par des Irlandais qui exploitent un millier d'hectares dont 518 hectares en propriété. L'exploitation céréalière est rachetée par Hong Yang à 98 % pour 4 000 000 €. Les 2 % restant sont conservés par les anciens propriétaires. Ces derniers sont toujours gérants de la société, mais désormais en compagnie de Marc Fressange. Leur pouvoir est extrêmement réduit puisqu'ils n'ont pas l'autorisation statutaire d'engager des dépenses supérieures à 1 000 euros.
Le 20 mars 2015, Hong Yang achète de nouveau 98 % des parts d'une exploitation, mais cette fois à Vendoeuvre. Didier Delmond détient temporairement durant 20 ans, l'usufruit des 2 % restants. La nue-propriété est quant à elle détenue par la SARL Indor, holding créée en 2007 par Didier Delmond et Jean Freyssenge. L'acquisition de la Tournancière, une SCEA créée en 2007 mais dont l'origine remonte à 1987, exploite 550 hectares dont 180 hectares en fermage. L'exploitation aurait été acquise pour seulement 15 000 €.
Hong Yang acquiert de nouveau une exploitation en 2015. Les parts de la SCEA du Grand Mée, une ferme de 120 ha sur la commune de Clion au « Grand Mée » sont rachetées à 99 % à Ronald Ammerlaan pour 250 000 € : « J’étais pris par le temps, j’avais les banques sur le dos ». Le 15 septembre, Kequin rachète lui-même 78 % des parts du GFA du Kluiskade lié à la SCEA du Grand Mée, 19 % sont rachetées par l'épouse de Marc Fressange, représentant de la société Hong Yang. Ronald Ammerlaan se consacre par la suite au commerce de gros de matériel agricole.
À la même date, le GFA Laporte est acheté à 72 % par Kequin Hu, 18 % par la représentante chinoise et les autres 10 % restent la propriété d'Emmanuel Laporte, qui avait fondé sa société en 2013. Marc Fressange est toujours nommé gérant à la suite des acquisitions. Ultérieurement, le Grand Saulay, exploitation de 104 ha, acquise pour 100 000 €. Emmanuel Laporte possède 10 titres sur 1000 d'une valeur unitaire de 10 euros. Les 990 autres sont détenus par la filiale de Reward Group, Beijing Reward International Trade.
En 2017, 900 ha de blé et de maïs ont été acquis à la Bourdonnais en Allier, auprès de Pierre Meyer, propriétaire des GFA de la Varenne et de l'Acolin. Cette fois-ci les changements législatifs ont permis à la Safer d’être mise au courant de la transaction mais n’ont cependant pas permis l’intervention de celle-ci. Les dépenses en Allier avoisineraient les 11 millions ou 12 millions d'euros,. Sur l'exploitation, le parc de matériel n'a pas été renouvelé à la suite de l'acquisition. L'itinéraire technique n'a pas été modifié, et les deux salariés de l'exploitation sont maintenus à leur poste.
La SCEA La Bergerie à La Berthenoux est cédée par Philippe Plisson, qui meurt début 2018, pour 942 000 € à 99 % pour 138 ha,.
La relative faible ampleur des investissements du groupe chinois fait que les exploitants n’ont alors pas la possibilité de créer leur propre filiale d’exportation. Pour ce faire, il faudrait atteindre au moins une surface de 10 000 ha pour pouvoir remplir des trains ou des bateaux à destination de l’Asie. Les Chinois travaillent, tout comme les autres agriculteurs locaux, avec la coopérative Axéréal. Ils y achètent semences, engrais, produits phytosanitaires et réalisent par son intermédiaire la vente de leurs récoltes. En revanche il n’y a que peu d’impact sur l’emploi local, car les productions sont peu nécessiteuses en main d’œuvre.

## Faillite de Reward Group
Alors que Reward Group prétend disposer de 4 150 millions de RMB au mois de septembre 2018, il est incapable de rembourser une dette de seulement 300 millions de RMB en décembre 2018. L'agence de notation Fitch Ratings lance une alerte à ce sujet en janvier 2019 en soulignant l'opacité qui entoure la comptabilité des sociétés chinoises, et le manque d'informations communiquées.
Le groupe chinois est mis en faillite en mai 2019, mais la société de droit français Ressources Investment continue d'exister. Les terres françaises continuent néanmoins d'être exploitées. Les trois boulangeries chinoises « Chez Blandine » qui ont ouvert ferment leur porte. Alors qu'auparavant Keqin Hu accueillait avec joie les journalistes pour évoquer son projet, il disparaît médiatiquement. Le gouvernement chinois annonce des restrictions visant à mieux contrôler la dette des entreprises. Il suspend pour six mois le cabinet comptable du groupe pour diligences insuffisantes ; la situation du groupe au 31 décembre 2018 fait apparaître un total de 6 000 millions de RMB de dettes, contre 497 millions de RMB de trésorerie, dont 411 millions non mobilisables.

## Analyses et répercussions

### Politique
Afin d'acquérir des denrées alimentaires en dehors de ses frontières, la Chine ne passe plus uniquement par les marchés agricoles, mais elle investit dans l'acquisition de ressources permettant de produire les denrées. Cela représente un enjeu pour la sécurité alimentaire française,. Les agissements du groupe chinois pouvant potentiellement porter atteinte à la souveraineté alimentaire française, un débat politique est engagé afin de prendre des mesures coercitives afin d'éviter que la situation ne se reproduise.
Le 7 avril 2016, les Safer lancent un appel d'alerte dans un communiqué à la suite d'un achat de terre. Le 26 mai 2016, les Safer réitèrent l'alerte lors de leur conférence annuelle sous l'appel de son président Emmanuel Hyest. Le député Dominique Potier souhaite alors dès juin 2016 proposer un amendement à ce sujet dans le cadre du projet de loi Sapin, après avoir réuni plusieurs acteurs du milieu. En 2013, le député avait déjà porté une première proposition à ce sujet.

« La FNSafer veut profiter du projet de loi Sapin II (sur la transparence, la lutte contre la corruption et la modernisation de la vie économique) en cours d'examen pour ouvrir le droit de préemption aux cessions partielles. Elle veut aussi soumettre à autorisation d'exploiter les prises de participation qui aboutissent à un contrôle effectif et durable des exploitations agricoles. »

— Inter-Environnement Bruxelles

Les agissements de la société remontent jusqu'à l'Assemblée nationale,. Le Ministère de l'agriculture et de l'alimentation met en évidence que 

« Les achats récents de terres agricoles françaises par des investisseurs chinois dans l'Indre en 2016 puis dans l'Allier en 2017 ont révélé que les outils de régulation du foncier sont inadaptés face au développement des phénomènes de concentration par le biais sociétaire. »

— Ministère de l'Agriculture et de l'Alimentation
Une commission mixte paritaire entre députés et sénateurs approuve la mise en place de dispositifs visant à une meilleure transparence lors des ventes de terre agricole. En janvier 2017, une loi est votée afin de réguler les achats de terres par des industriels étrangers. Le rapporteur Daniel Gremillet fait adopter des amendements pour préciser le dispositif. Mais l'article 3 de la loi relative à la lutte contre l'accaparement des terres agricoles et au développement du biocontrôle est censurée par le Conseil constitutionnel par la décision n°2017-748 DC du 16 mars 2017 car il a été estimé par le Conseil constitutionnel comme étant contraire à la constitution et notamment à la liberté d'entreprendre et à la liberté contractuelle.
Le Président Emmanuel Macron annonce début 2018 vouloir redéfinir le rôle et la gouvernance des Safer. 

« Pour moi, les terres agricoles en France, c'est un investissement stratégique dont dépend notre souveraineté, donc on ne peut pas laisser des centaines d'hectares rachetés par des puissances étrangères sans qu'on sache la finalité de ces rachats »

— Président français, Emmanuel Macron.
Une manifestation se déroule sur le terrain du Grand Mée en août 2018. Organisée par la Confédération paysanne, elle réunit une centaine d'agriculteurs.
Une mission parlementaire remet un rapport en décembre 2018 sur le foncier agricole,. Mais le Ministère de l'Agriculture émet des réserves quant à la possibilité de modifier la législation avant la fin du quinquennat en cours se terminant en 2022.

### Économique

#### Marché foncier
La part des exploitations mises en société est croissante les années précédant le scandale. Hormis les réserves foncières de la Safer, il n’y a presque aucune terre sous forme de société au début des années 2000. La tendance est tout autre en 2016. Entre 15 % et 20 % des terres françaises ont été mises sous forme sociétaires, souvent par les agriculteurs eux-mêmes, mais parfois par des groupes de grande distribution. En 2017, 18,5 % des surfaces vendues le sont sous la forme de parts sociales.
L'augmentation du coût du foncier agricole a conduit à une érosion des rendements a baissé de 40 % entre 1982 et 2014. Il faut désormais huit ans d’exploitation pour qu'un agriculteur puisse se payer un hectare contre cinq ans au début des années 2000.
Les achats de terres par des étrangers en 2017 ne concernent que 107 transactions soit 1,6 % du nombre de transactions, mais 9,2 % en valeur. Dans les secteurs du commerce et de la chimie, les investissements chinois s'élèvent à respectivement 14 % et 8 %, soit bien moins que les 2 % des investissements dans l'agroalimentaire en 2016.
Entre 2016 et 2018, les prix de l'hectare sont passés de 6 000 euros à 10 000 euros en moyenne dans l'Indre. Mais Robert Chaze, président de la Chambre d'Agriculture, dédouane la responsabilité des investisseurs chinois dans la hausse des prix, estimant que 1 700 ha n'auraient pu affecter autant le marché à eux seuls.

#### Déstabilisation de Le Chatelard 1802

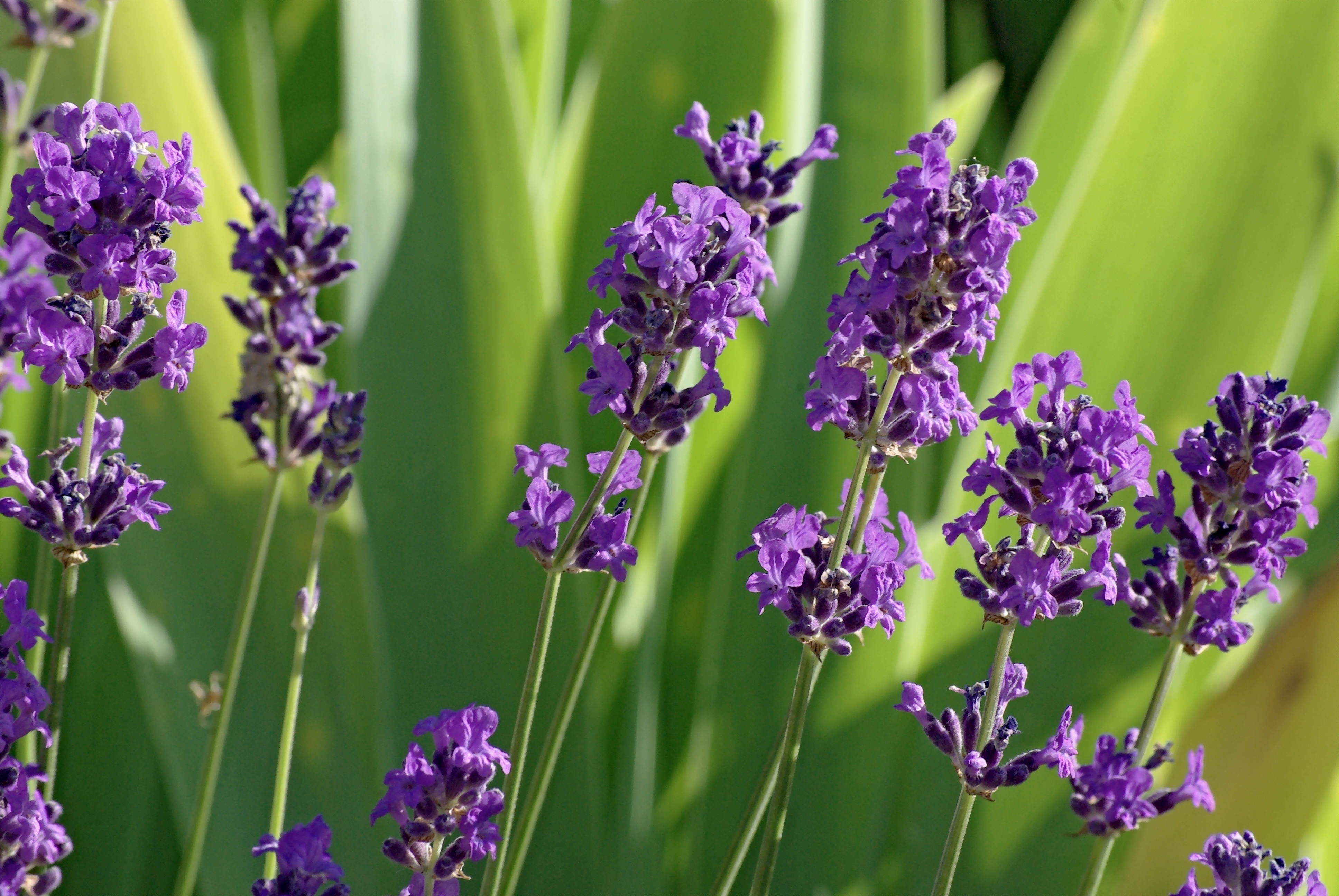
De la lavande.

Les investisseurs de Ressources Investment, outre les acquisitions d'exploitations, ont également acquis Le Chatelard 1802. Il s'agit d'une société de production et commercialisation de lavande à Saint-Auban-sur-l'Ouvèze en Drôme. Celle-ci a été fortement affectée par la faillite de Reward Group.
En 2017, les fondateurs acceptent une offre de Reward Group dans le but de se moderniser, de s'agrandir et de recruter afin de prendre une dimension internationale. Reward Group prend alors 75 % des parts de la société et devient majoritaire. La société se met alors à rechercher des franchisés, avec un droit d'entrée de 10 000 € et des redevances de 4 % du chiffre d'affaires. Des investissements pour 18 millions d'euros sont prévus afin de porter à dix le nombre de lignes de production avant fin 2019. Cela aurait permis de tripler les effectifs de l'entreprise et de porter son chiffre d'affaires à 120 millions d'euros dont 90 % à l'exportation contre 5,6 millions dont 68 % à l'exportation en 2017.
Le 23 octobre 2018, les mandataires de la société sont renouvelés : NextStage, précédent actionnaire, quitte la société au profit de l'arrivée d'une équipe chinoise composée de six administrateurs et d'un directeur général. Christophe et Sébastien Montaud estiment que les promesses chinoises n'ont pas été tenues et annoncent leur démission le 10 septembre 2018, celle-ci prenant effet le 3 novembre suivant. Ils laissent alors les postes de président et de directeur à la nouvelle équipe. Le Chatelard 1802 est mis en redressement judiciaire en juillet 2019 à la suite d'une cessation de paiement intervenue en juin.

### Vidéographie
- ARTE Reportage - Égypte : danser contre la censure / Chine : la disparition des milliardaires
- Chine : la disparition des milliardaires | ARTE